# Virginia de la Cruz
Virginia de la Cruz es una locutora,ex animadora y actriz de nacionalidad paraguaya con carrera en Argentina. Fue esposa del actor y conductor Carlos Ginés.

## Carrera
De la Cruz fue una destacada actriz que se lució en unos 15 filmes durante la época de oro del cine argentino. Brilló junto a primeras figuras de la escena nacional como Alberto Dalbes, Alfredo Barbieri, Max Citelli, Domingo Márquez, Alejandro Maximino, entre otros.
Se inició en la pantalla grande en 1948 con la película Hoy cumple años mamá junto a Olinda Bozán.
Muere el 15 de diciembre de 2022 en buenos aires.

## Filmografía destacada
- 1948: Hoy cumple años mamá
- 1950: Arroz con leche
- 1950: El zorro pierde el pelo
- 1951: Derecho viejo
- 1951: El mucamo de la niña
- 1951: La calle junto a la luna
- 1951: Cartas de amor
- 1952: Mi mujer está loca
- 1953: La casa grande
- 1953: La voz de mi ciudad
- 1954: Los ojos llenos de amor[2]

## Televisión
En la pantalla chica es reconocida por participar en algunos ciclos como "partenaire" de Ginés, como:
- 1951: Señora, sea práctica, ciclo que continuó durante 1952.
- 1954: Usted puede triunfar
- 1955: Cuide su negocio[3]

## Radio
En 1957, junto con Carlos Ginés y Luis Sandrini, condujeron  el ciclo radial llamado ¡Levántese contento!  por Radio Mitre.

## vida privada
Fue esposa de Carlos Ginés, con quien estuvo hasta el momento de su muerte en 1965.